# 林大地
林大地（日語：林 大地；1997年5月23日—），日本足球運動員，司職前鋒，現時被比甲球隊聖圖爾登外借至德乙球會紐倫堡。

## 俱樂部生涯
林大地出身于日本足球强校履正社高等學校，在大阪体育大学被鸟栖砂岩选为特别指定球员后，于2019年加入球队。在鸟栖沙岩的两个赛季，代表球队共出场54次，打入15球，贡献了2次助攻。
曾在2018赛季的关西大学足球联赛中以打进24球的成绩获得该届赛事的射手王，并在2019年的世界大学生运动会代表日本国家队夺得了男子足球项目的金牌。
林大地于2021年8月确定加盟比甲联赛球队圣图尔登，转会消息预订在近日正式公布。
8月28日，比甲第6轮，圣图尔登1:0小胜色格拉布鲁日。林大地首发出场第84分钟被换下。开场第6分钟林大地打入本场唯一进球帮助球队取胜。本场比赛也是林大地在欧洲赛场的初次亮相。

## 國家隊生涯
在2020年东京奥运男足比赛中，林大地6场比赛5次首发，帮助日本队闯入四强，他在比赛期间的出色发挥得到了主帅森保一的信任。
在神户胜利船效力的前锋大迫勇也因伤退出了本次日本国家队的集训，林大地入替进入国家队。

## 外部連結
- 林大地的X（前Twitter）